# 동도중학교 (대구)
동도중학교(東都中學校)는 대한민국 대구광역시 수성구 범어동에 있는 공립 중학교이다.

## 학교 연혁
- 1983년 11월 25일 : 동도여자중학교 설립인가
- 1984년 3월 1일 : 초대 이동화 교장 취임
- 1984년 3월 5일 : 입학식(630명)
- 1987년 2월 12일 : 제1회 졸업식(645명)
- 1997년 12월 15일 : 다목적 강당 준공
- 2001년 9월 1일 : 학교 급식실 준공
- 2003년 3월 1일 : 교명 변경(남녀 공학) 동도중학교
- 2009년 1월 5일 : 인조잔디운동장 조성 공사 준공
- 2009년 10월 28일 : 학생 식당 신축
- 2011년 3월 5일 : 후관 5층 및 시청각실 증축
- 2020년 9월 1일 : 제16대 최남길 교장 부임
- 2022년 2월 4일 : 제36회 졸업식(졸업생 330명, 졸업생 누계 17,017명)
- 2022년 3월 2일 : 2022학년도 입학식(11학급 342명)

## 참고 자료
- 동도중학교 - 한국교육학술정보원 학교알리미